# Arak (drik)
Se også arak
 Ikke at forveksle med Arrack.
Arak eller araq (arabisk: ﻋﺮﻕ) er en anis baseret alkoholisk drik, der stammer fra landene i det østlige middelhav og de nordafrikanske lande.
| Mad og drikke | Spire Denne artikel om mad og drikke er en spire som bør udbygges. Du er velkommen til at hjælpe Wikipedia ved at udvide den. |